# Renata da Silva
Renata Cristina da Silva Januário (ur. 1 maja 1997) – brazylijska judoczka.
Brązowa medalistka igrzysk Ameryki Południowej w 2014 roku.